# Haritalodes polycymalis
Haritalodes polycymalis là một loài bướm đêm trong họ Crambidae.